# Kunsthaus Graz
Graz Kunsthaus er et kunstmuseum i Graz, Østrig, og indeholder samtidskunst fra de seneste fem årtier. Det åbnede i 2003 ifm. Graz' rolle som europæisk kulturhovedstad samme år og er en del af Universalmuseum Joanneum.
Selve bygningen hedder Friendly Alien (dansk: Venligt Rumvæsen) og er designet i stilen blob-arkitektur.